# Tephrocactus diademata
Tephrocactus diademata là một loài thực vật có hoa trong họ Cactaceae. Loài này được (Lem.) Lem. miêu tả khoa học đầu tiên năm 1868.